# فهرست قنات‌های شهرستان میاندوآب
جدول زیر براساس آمار وزارت جهاد کشاورزی تهیه شده‌است. فهرست زیر قنات‌های شهرستان میاندوآب در استان آذربایجان غربی را نشان می‌دهد.
| نام قنات     | موقعیت                           | نزدیک‌ترین روستا | طول قنات (متر) | تعداد میله چاه | عمق مادر چاه | دبی (لیتر بر ثانیه) | سطح زیر کشت (هکتار) |
| ------------ | -------------------------------- | --------------- | -------------- | -------------- | ------------ | ------------------- | ------------------- |
| داش آلتی     | بخشی نامعلوم در شهرستان میاندوآب | داش آلتی        | ۵۰۰            | ۰              | ۰            | ۷                   | ۳۵                  |
| شورجه آقکند  | بخشی نامعلوم در شهرستان میاندوآب | شورجه آقکند     | ۴۰۰            | ۰              | ۰            | ۰                   | ۵۰                  |
| شورجه حمیدیه | بخشی نامعلوم در شهرستان میاندوآب | شورجه حمیدیه    | ۳۵۰            | ۰              | ۰            | ۳                   | ۴۰                  |